# Neorepukia
Neorepukia – rodzaj pająków z rodziny lejkowcowatych. Obejmuje 2 opisane gatunki. Zamieszkują endemicznie Nową Zelandię.

## Morfologia
W przypadku obu gatunków znane nauce są jedynie samice. Długość ich ciała wynosi od 4,5 do 6,5 mm. Karapaks ma od 2 do 3,2 mm długości i od 1,4 do 2 mm szerokości, zaś opistosoma (odwłok) od 2,5 do 3,1 mm długości i od 1,6 do 1,8 mm szerokości. Ośmioro oczu tworzy zwartą grupę zajmującą 3/5 szerokości głowowej części karapaksu. Oczy par środkowych rozmieszczone są na planie szerszego z tyłu trapezu. Jamki karapaksu są wyraźnie widoczne. Szczękoczułki mają na przedniej krawędzi bruzdy dwa normalnie wykształcone zęby i 4 lub 5 ząbków drobnych, a na tylnej jej krawędzi dwa zęby. Szerokość wciętej u podstawy wargi dolnej jest większa od jej długości. Odnóża zaopatrzone są we włoski pierzaste. Kolejność par odnóży od najdłuższej do najkrótszej to: IV, I, II, III. Opistosoma (odwłok) zaopatrzona jest w duży stożeczek o równomiernie rozmieszczonym owłosieniu. Kądziołki przędne tylnej pary są krótsze niż pary przedniej. Siteczko przędne nie występuje.

## Taksonomia
Rodzaj ten wprowadzony został w 1973 roku przez Raymonda Roberta Forstera i Cecila Louisa Wiltona w czwartej części monografii poświęconej pająkom Nowej Zelandii. Autorzy wyznaczyli jego gatunkiem typowym opisanego w tej samej publikacji N. pilama. Rodzaj umieszczony został w rodzinie lejkowcowatych jako bardzo zbliżony do rodzaju Orepukia. Ten ostatni został jednak przeniesiony do rodziny Cycloctenidae na podstawie molekularnej analizy filogenetycznej w 2017 roku przez Warda C. Wheelera i współpracowników. Rodzaj Neorepukia pozostaje wśród lejkowcowatych.
Do rodzaju tego należą dwa opisane gatunki:
- Neorepukia hama Forster et Wilton, 1973
- Neorepukia pilama Forster et Wilton, 1973